# ゴルディアヌス1世
ゴルディアヌス1世（ラテン語: Gordianus I）または、マルクス・アントニウス・ゴルディアヌス・センプロニアヌス・ロマヌス・アフリカヌス・アウグストゥス（ラテン語: Marcus Antonius Gordianus Sempronianus Romanus Africanus Augustus, 159年頃 - 238年4月12日）は、ローマ帝国の軍人皇帝である。

## 略歴
ゴルディアヌスの若い頃や出自はあまり知られていない。その名ゴルディアヌスからは家系はアナトリアのフリュギア属州の出身だと推測される。ゴルディアヌスは、目立たないが非常に富裕な騎士階級の家庭の出身であったが、元老院議員となるまでに出世した。一説に共和制時代からの資産家の名門貴族でグラックス兄弟と血縁があり、トラヤヌス帝とも血縁とされている。ゴルディアヌスには妻ファビナ・オレスティラという妻がいたとされ、その間に3人の子があった。ゴルディアヌス2世として知られる息子マルクス・アントニウス・ゴルディアヌスと名前不詳の男子、娘アントニア・ゴルディアナの2男1女である。ゴルディアナはゴルディアヌス3世の母となった。信憑性が大いに疑わしい『ローマ皇帝群像』では妻ファビア・オレスティラは五賢帝の一人アントニウス・ピウス帝の曽孫とされ、ファビナの母シルウァナはルキウス・ラミア・シルウァヌス（ドミティアヌス帝の皇妃ドミティア・ロンギナと前夫ラミアの娘プラウティアの息子）とアウレリア・ファディラ（アントニウス・ピウス帝の長女）の娘とされている。ドミティア・ロンギナは初代ローマ皇帝アウグストゥス帝の昆孫（曽孫の曽孫）であり、プラウティアは仍孫（曽孫の玄孫）、シルウァヌスは雲孫（曽孫の来孫）、シルウァナは雲孫の子、ファビナ・オレスティラは雲孫の孫となる。故にゴルディアヌス1世とファビア・オレスティッラの2男1女はアウグストゥスの雲孫の曽孫、ゴルディアヌス3世は雲孫の玄孫、ゴルディアヌス3世の娘フリアは雲孫の来孫となる。このように『ローマ皇帝群像』の記述は、ゴルディアヌス1世とその家族をユリウス＝クラウディウス朝とネルウァ＝アントニヌス朝に結び付けている。
ゴルディアヌスの政治的キャリアは比較的年齢が高くなってから始まった。おそらく彼は若い頃は修辞学と文学の研究に携わったと推測される。ゴルディアヌスは軍人として、スキュティア第4軍団を、シリアに駐屯していたときに率いた。216年ゴルディアヌスはローマ属領ブリタンニアの総督となり、ヘリオガバルスが皇帝のとき補充執政官となった。ゴルディアヌスは軍人として名声を得ていたが、賢明で野心から離れた生活ぶりはカラカラ帝の疑いを受けることもなかった。ゴルディアヌスはカラカラを褒める叙事詩『アントニアス』を著した。ゴルディアヌスは混乱したセウェルス朝の中にあって、富と政治的影響を保ち続けた。これはゴルディアヌスが個人的に陰謀を嫌ったことを暗示している。
皇帝アレクサンデル・セウェルスの治下、すでに80歳近かったゴルディアヌス1世は、栄誉あるとはいえ危険に満ちたアフリカ総督の座を引き受けることになった。その任期の中途、マクシミヌス・トラクスが皇帝アレクサンデルを下ゲルマニア属州で殺害し、皇帝として即位した。しかし、マクシミヌスの強権的な統治は元老院との対立や民衆の離反をひきおこし、広範に広がった不満は238年、アフリカ属州での叛乱にまで高まった。
ゴルディアヌスは民衆の不満と要求に折れ、3月22日に皇帝宣言を行い、添え名アフリカヌスを名乗った。しかし自身の高齢をかんがみ、息子マルクス・アントニウス・ゴルディアヌス（ゴルディアヌス2世）を共同皇帝とすることを主張した。数日後、ゴルディアヌスはカルタゴに入城し、民衆と指導層に歓呼を持って迎えられた。一方ローマでは、マクシミヌス派の親衛隊長が暗殺され、叛乱は成功するかと思われた。元老院はゴルディアヌスを新しい皇帝と認め、ほとんどの属州は喜んでゴルディアヌスの側についた。
しかしヌミディアの総督カペリアヌスはマクシミヌス・トラクスの忠実な支持者であり、マクシミヌスとの同盟を再び新たにし、軍団を率いてアフリカ属州に侵攻した。ゴルディアヌス父子は戦闘に敗れ、息子ゴルディアヌス2世は戦場で殺された。息子の死を聞いたゴルディアヌス1世は自殺した。2人の治世は僅か36日で終わった。
ゴルディアヌス1世は愛される性格の持ち主として高い評価を受けていた。伝えられるところによれば、父子ともに文学を愛し、よい作品を書き、数多い著述をなした。しかし2人は有能な政治家や勢力のある支配者であるというよりは、知的な快楽にふける趣味人であった。ゴルディアヌス父子の死後にも、元老院はプピエヌスとバルビヌスの2人を共同皇帝、ゴルディアヌス1世の孫であるゴルディアヌス3世を副帝に任命してマクシミヌスへの抵抗を継続した。マクシミヌスは内戦の中で配下の部隊の反乱によって殺害され、さらにプピエヌス帝とバルビヌス帝も内紛のあげくに殺害され、ゴルディアヌス3世が唯一のローマ皇帝となった。